# 深田千代子
深田 千代子（ふかた ちよこ、1887年〈明治20年〉10月3日 - 1925年〈大正14年〉1月6日）は、日本の宗教家。
円応教教祖。兵庫県氷上郡小川村字井原（現・丹波市）出身。